# Symfonie nr. 4 (Bucht)
Gunnar Bucht componeerde zijn Symfonie nr. 4 opus 21 in 1958. Het is zijn vierde uit een serie van twaalf (1997).
Bucht is een van die componisten uit Zweden waar nauwelijks iets over bekend is. Deze symfonie is geschreven in de tijd dat hij leider was van concertorganisator Fylkingen. Het werk beleefde haar eerste uitvoering in Stockholm door het Stockholm Philharmonisch Orkest onder leiding van Six Ehrling. Het is werk is daarna nog minstens twee maal uitgevoerd. Op 11 september 1960, door hetzelfde orkest onder leiding van Öyvin Fjelstad en op 12 januari 1966 weer het Stockholm Philharmonisch, maar dan onder Jorma Panula. De symfonie bestaat uit drie delen, die achter elkaar worden doorgespeeld. Deel 1 is alleen voor de strijkinstrumenten, deel 2 wordt versterkt door de houtblazers en hoorns; de rest van de koperblazers voegt zich in deel 3 bij het orkest. De delen worden behalve deel 1 alleen aangegeven met het aantal metronoomslagen; deel 1 is het Tempo guisto, pesante.

## Orkestratie
- 2 dwarsfluiten, 2 hobo’s, 2 klarinetten, 2 fagotten; 1 altsaxofoon;
- 4 hoorns, 4 trompetten, 3 trombones, 1 tuba;
- 1 stel pauken, 1 man / vrouw percussie;
- violen, altviolen, celli, contrabassen.

## Discografie
- Er is van dit werk geen opname; van Bucht is overigens zeer weinig muziek verkrijgbaar op elpee en / of compact disc.

## Bron
- MIC.se; Organisatie Zweedse muziek
- gunnarbucht.com